# San José Villanueva
San José Villanueva es un distrito del municipio de La Libertad Este en el departamento de La Libertad, El Salvador. Según el censo salvadoreño de 2024 el distrito tiene una población de 19 150 habitantes.
| Censo | Población | Cambio | Porcentaje |
| ----- | --------- | ------ | ---------- |
| 2007  | 13 576    | N/D    | N/D        |
| 2024  | 19 150    | 5 574  | 41.1%      |

## Geografía física

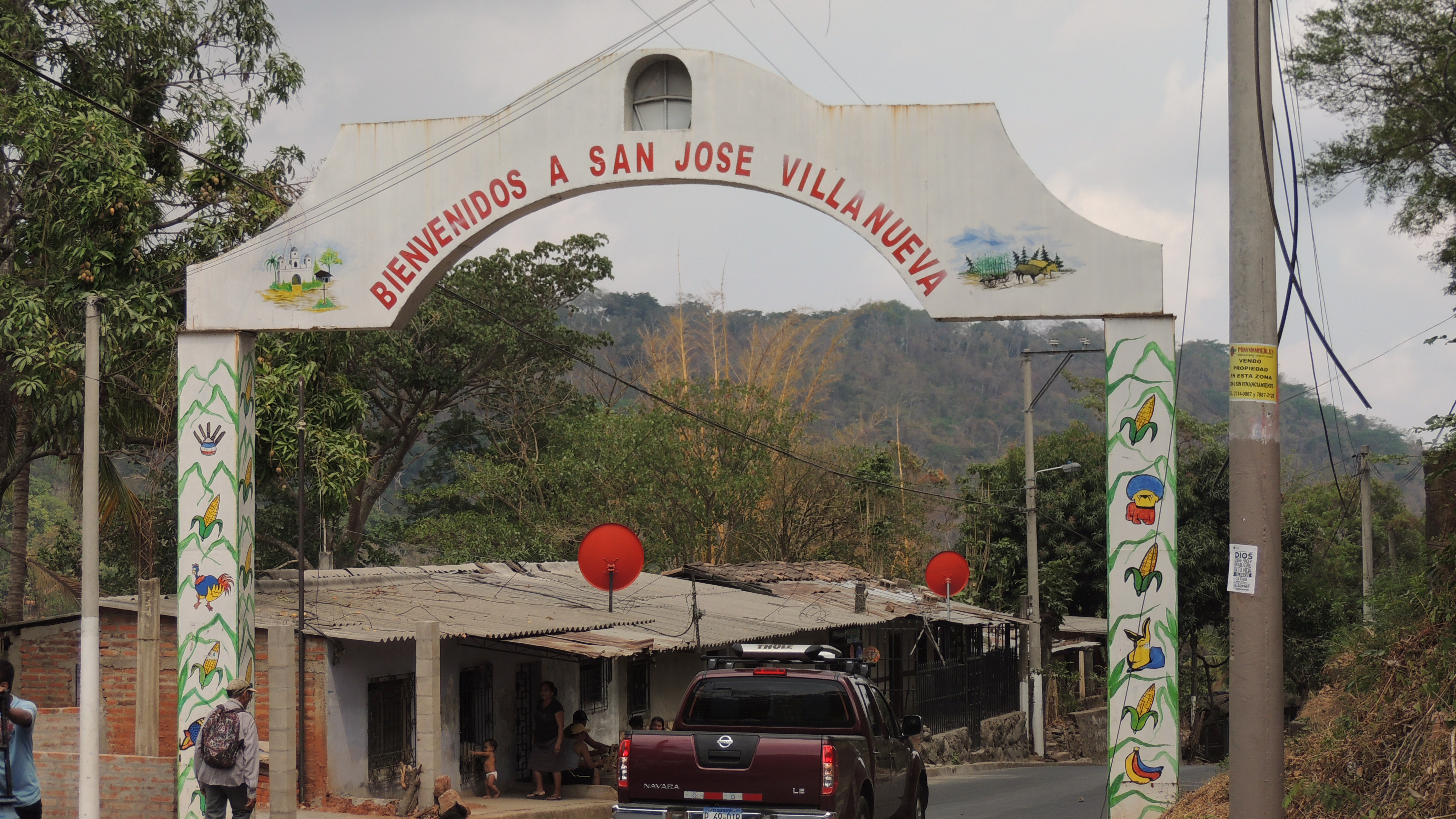
entrada al pueblo

El distrito tiene un área de 32,52 km², y la cabecera una altitud de 530 m s. n. m.

## Historia
El año 1868 los pobladores de la aldea de Villanueva presentaron al Gobierno de El Salvador la necesidad de erigir en pueblo la localidad, debido a la dificultad que se presentaba al inundarse en época de invierno los caminos que dirigían a Huizúcar, donde residían las autoridades del cabildo y escuelas. El 20 de febrero fue aceptada la petición, resultando erigido el pueblo de San José. 
Para el 31 de diciembre de 1883, la municipalidad había terminado el cabildo de 20 varas de largo que costó 2500 pesos, compró una casa para la escuela de niñas por 700 pesos, y se estaba trabajando en la obra de introducción de agua a la plaza con la cañería obsequiada por el gobierno.
| Sexos        | Hombres          | 748 | Total: 1449 |
| Sexos        | Mujeres          | 701 | Total: 1449 |
| Razas        | Blanca           | 773 | Total: 1449 |
| Razas        | India            | 676 | Total: 1449 |
| Edad         | Menores de 1 año | 61  | Total: 1449 |
| Edad         | 1 a 13           | 581 | Total: 1449 |
| Edad         | 14 a 17          | 115 | Total: 1449 |
| Edad         | 18 a 21          | 82  | Total: 1449 |
| Edad         | 22 a 45          | 479 | Total: 1449 |
| Edad         | 46 a 60          | 101 | Total: 1449 |
| Edad         | 60 a 100         | 30  | Total: 1449 |
| Estado Civil | Solteros         | 985 | Total: 1449 |
| Estado Civil | Casados          | 297 | Total: 1449 |
| Estado Civil | Viudos           | 67  | Total: 1449 |
| Instrucción  | Saben leer       | 157 | Total: 1449 |
| Instrucción  | Saben escribir   | 100 | Total: 1449 |

En el 10 de junio de 1886 el gobierno del general Francisco Menéndez acordó el establecimiento de una oficina de correos en San José Villanueva, desempeñada por el telegrafista del pueblo.
El año 1890 tenía una población de 1968 habitantes.

## Demografía
Tiene una población estimada de 16 352 habitantes para el año 2013.

## Patrimonio

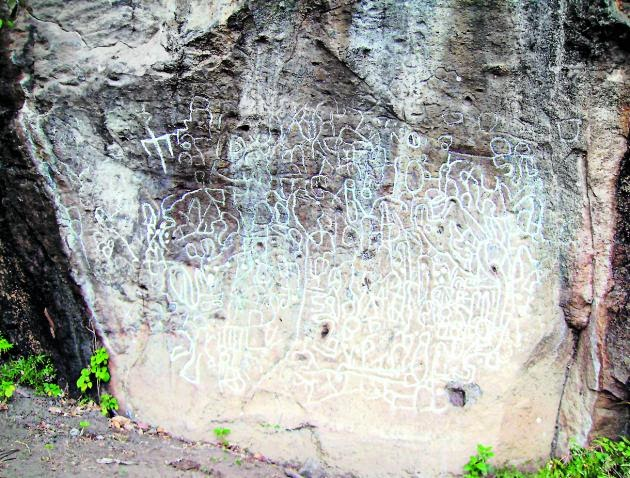
Piedra Pintada, Cantón Arada Vieja, San José Villanueva

En el lugar destaca el paraje "Piedra pintada", que contiene una serie petrograbados.
La piedra se encuentra en un abrigo rocoso oblicuo, de toba volcánica, cuya particularidad es presentar una concavidad natural en su parte central y 3 cavidades de profundidad y de tamaño variable a proximidad de las representaciones . El sitio domina una pequeña quebrada. El abrigo tiene una longitud de 5.20 m y una altura de 5.50 m En el fondo, un paredón muestra densos enredos de petrograbados sobre una longitud de 4 m y una altura de 2.20 m.

## Organización territorial
Para su administración San José Villanueva se encuentra dividido en 5 cantones y 15 caseríos. Siendo sus cantones:
- Las Dispensas
- El Palomar
- El Espíritu
- Tula
- El Matazano

## Patrimonio cultural inmaterial

### Festividades
Las fiestas patronales de San José Villanueva se celebran del 18 al 19 de marzo en honor a San José. Turismo Algunos lugares recomendados a visitar en este municipio son el Sitio arqueológico Piedra Pintada.

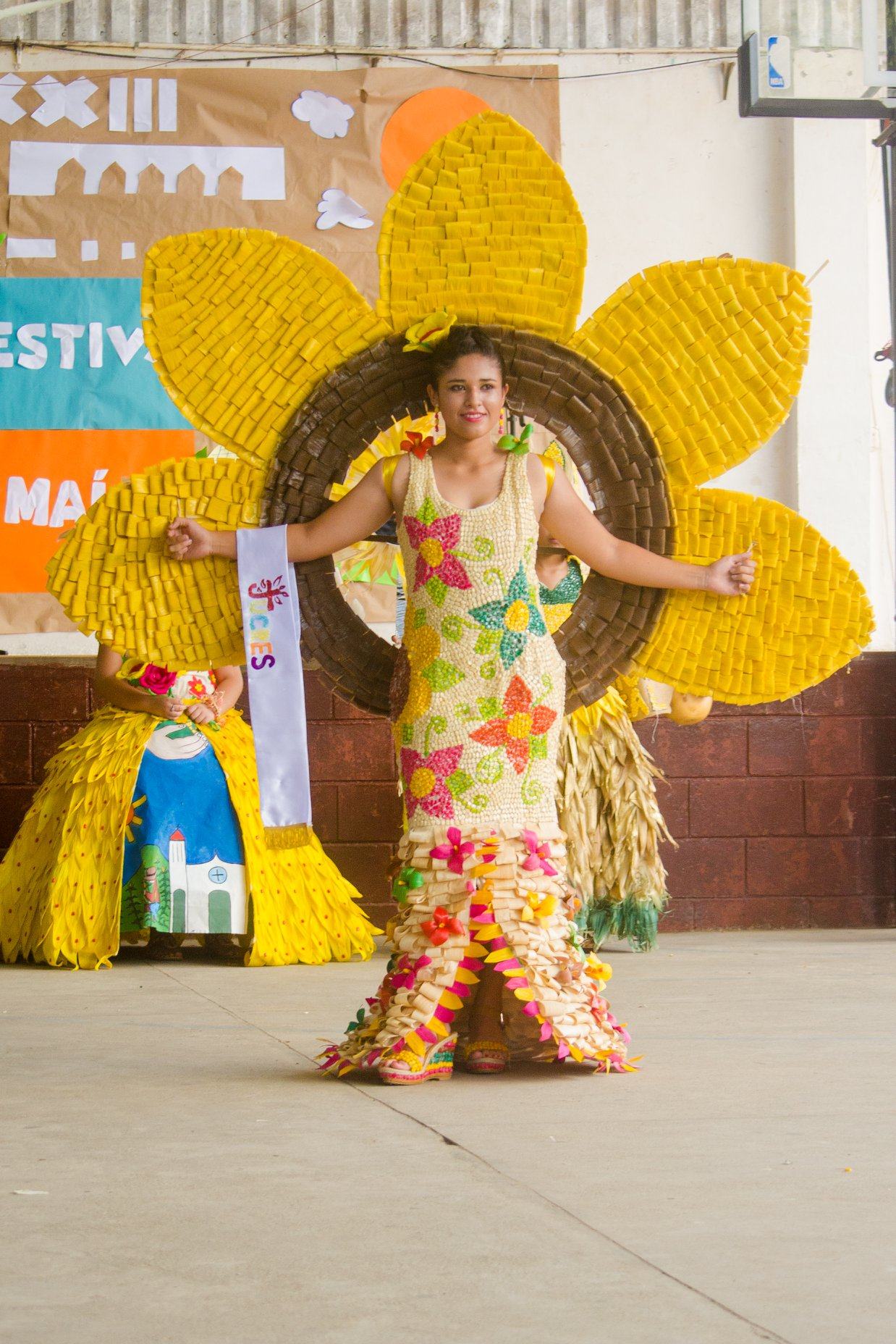
Vestido elaborado a base de Maíz. Festival del Maíz, San José Villanueva

### Festival del Maíz
En el mes de agosto de cada año la parroquia San José. en San José Villanueva celebra el "Festival del Maíz", actividad en la que participa todo el municipio. Desde hace más de 25 años la comunidad, como agradecimiento a Dios por la cosechas y los frutos recogidos durante el año, se realizar esta ya bonita tradición. Con anticipación, la parroquia siembra su milpa, cosecha con la cual el día del festival se utiliza para prepara el atol y los elotes que son gratis para todos los visitantes, y todos los platillos derivados del maíz que se preparan ese día. 
Es un festival con mucho colorido, se inicia con la celebración de la Santa Misa en acción de gracias, luego hay distintas actividades: Desfile en el cual las candidatas a "Reina del Maíz" lucen sus vestidos elaborados a base de maíz y sus derivados, concurso de bandas musicales, concurso de coreografías, festival gastronómico, concurso de pintura, rifas y muchas actividades más.

## Información general
Las fiestas patronales se celebran en el mes de marzo en honor a San José. 
También en el mes de noviembre se celebran las fiestas co-patronales en honor a los desposorios de San José y la Virgen María. 